# 김정 (방송인)
김정(1987년 5월 8일 ~ )은 대한민국 YTN FM, 연합뉴스TV의 아나운서였다. 

## 학력
- 고려대학교 (안암 캠퍼스) 노어노문학, 언론학 이중전공

## 경력
- 2011년 : YTN FM 아나운서
- 2012년 : 연합뉴스TV 아나운서